# نصر أباد (خور وبيابانك)
نصر أباد هي قرية في مقاطعة خور وبيابانك، إيران. عدد سكان هذه القرية هو 42 في سنة 2006.